# Maluquinha
"Maluquinha" é uma canção do cantor brasileiro Naldo Benny, lançada como single para o seu álbum ao vivo Multishow ao Vivo Naldo Benny. O hit conta coma participação do cantor estadunidense Flo Rida.

## Faixas
| Descarga digital |                             |         |  |
| N.º              | Título                      | Duração |  |
| 1.               | "Maluquinha" (com Flo Rida) | 2:53    |  |
| 2.               | "Maluquinha" (Ao vivo)      | 4:59    |  |

## Vídeo e musica
O videoclipe da canção foi lançado em 22 de Abril de 2014 no canal do artista no site YouTube.

## Desempenho nas paradas
| Paradas (2014)                       | Melhor posição |
| ------------------------------------ | -------------- |
| Brasil (Billboard Hot 100 Airplay)   | 60             |
| Brasil (Billboard Hot Pop & Popular) | 24             |

## Histórico de lançamento
| País           | Data                | Formato          | Gravadora | Ref.  |
| -------------- | ------------------- | ---------------- | --------- | ----- |
| Brasil         | 29 de Abril de 2014 | Download digital | Deckdisc  | [ 3 ] |
| Estados Unidos | 29 de Abril de 2014 | Download digital | Deckdisc  | [ 3 ] |